# Шуммер Олександр Олексійович
Шуммер Олександр Олексійович (13.08.1875, Санкт-Петербург -?) у 1908 р. закінчив агрономічний факультет в Київському політехнічному інституті.

## Життя і боротьба
Всерйоз став займатися орнітологічними дослідженнями, в 1912 р. увійшов до складу Російського Орнітологічного Комітету, в листопаді 1912 р. брав участь у Москві в спеціальному засіданні цього комітету, присвяченого охороні птахів.
Як активний член Київського орнітологічного товариства, брав участь у природоохоронній виставці в Києві в березні 1914 р., у виставці по охороні хижих птахів в Києві в квітні 1914 р.
На початку 20-х років працював в Костромі, звідки в 1926 р. переїхав в Асканію-Нова на посаду зоолога, боровся за заповідність цілинного степу. Ось, скажімо, промовиста цитата з його звіту за 1926 г.:
|  | Вважаю за необхідне сказати, що фактично до цього часу держзаповідник «Чаплі» аж ніяк не є заповідником. Ті 200-300 десятин заповідного степу, що залишилися після Фальц-Фейна, звичайно, не можуть бути названі заповідником з орнітологічної точки зору, і мабуть, мамологічної. Кожен працівник, кожен службовець, натрапивши на птицю або звіра в межах степу, докладає всі зусилля, щоб зловити її або вбити. |

Наприкінці 20-х років Шуммер стає кореспондентом Українського комітету охорони пам'яток природи. У 1928 р. чиновники Наркомзему УРСР, якому підпорядковувався цей заповідник, надумали перенесті ділянку абсолютно заповідного степу на нове місце — О. О. Шуммеру з колегами вдалося домогтися скасування цього решения. У Асканії-Нова вчений займався охороною степового орла. За його доповіддю 4-й Всесоюзний з'їзд зоологів, анатомів і гістологів в Києві (1930) прийняв спеціальну резолюцію. На початку 30-х років О. О. Шуммер став виконуючим обов'язки директора Приморських заповідників, підпорядкованих тоді Асканії.
Будучи кандидатом у члени ВКП (б), йому нелегко було відстоювати ідеї заповідання в місцевих партрадянських органах.
Цікавий протокол наради в Голопристанському райвиконкомі, куди 17 квітня 1933 р. було запрошено Олександра Олексійовича.
Голова Голопристанського райвиконкому Носов: "Вам, т. Шуммер, відома постанова нашого райвиконкому про те, що частина вільної землі і частина заповідника на Ягорлицькій ділянці передаєтся радгоспу «Каракуль-експорт?»

Шуммер: «Відома, але цю постанову, як незаконну, опротестував і скасував Генеральний прокурор України через обласного прокурора, про що має бути Вам пріслано телеграму.» 

Носов: «А Ви знаєте, що прокурор не має права скасовувати постанови райвиконкому?» 

Шуммер: «Знаю, але прокурор має право скасовувати постанову райвиконкому, яка в свою очередь скасовує постанову Раднаркому».
Роботі Чорноморських (Приморських) заповідників було присвячено на Першому Всеросійському з'їзді по охороні природи доповідь О. О. Шуммера. Він розповів, що заповідник почав інтенсивні дослідження з розведення рідкісних видів птахів — дрохви, степового журавля, чайки-реготуна з метою «насичення наших степів». Однак ці цікаві і багатообіцяючі праці були призупинені.
У жовтні 1933 р. ДПУ зарештувало діячів охорони природи, які працювали в той час або раніше, в Асканії-Нова. З Голої Пристані до Харкова привезли Шуммера. Вже з первого допиту — 23 листопада 1933 р., похилого та хворого сердцем зоолога змусили «зізнатися» у членстві в «контрреволюційній повстанській організації» під керівництвом професора В. В. Станчинського. У свідченнях Шуммера говориться, що Приморські заповідники, також як і Кримський, були організовані як база для «майбутнього ворожого десанту», що кадри Всеукраїнського товариства мисливців — це майбутні «бойовики», що директор заповідника «Конча-Заспа» Волохов готував «кадри» повстанців для переведення в Асканію-Нова.
Можна тільки припустити, як по звірячому катували бідного зоолога слідчі Дупан і Скролівецький, якщо він зміг таке наговорити.
15 квітня 1934 р. Шуммер був звільнений з-під слідства через нестачу даних для притягнення до відповідальності. Подальша його доля невідома.

## Публікації
- Об учете гнезд степного орла в заповеднике Чапли в 26-29 гг. (резолюция по докладу А. А. Шуммера) // Тp. 4 Всесоюз. съезда зоологов, анатомов и гистологов в Киеве. — Х.-К., 1931. — С. 24.
- Шуммер А. О Черноморском заповеднике // Тp. 1-го Всесоюз. съезда по охране природы в СССР. — М., 1935. — 389 с.

## Про нього
- Борейко В. Е. Аскания-Нова: тяжкие версты истории (1826—1993). — К.: Киев. эколого-культурный центр, 1994. — 157 с.

## Ресурси Інтернету
- «Злой гений» Аскании-Нова

## Виноски
1. ↑  Материалы Русского Орнитологического Комитета // Птицеведение и птицеводство. — 1913. — Ч. I. — С. 20-51.
2. ↑  Архив Института зоологии АH Украины, дело за 1926 г. Краткий и предварительный отчет орнитолога Шуммера.
3. ↑  ЦДАВО України, ф. 1055, оп. I, д. 1427, л. 44)